# Greatest Hits (album de Molly Hatchet)
Pour les articles homonymes, voir Greatest Hits.
Albums de Molly Hatchet
Lightning Strikes Twice
(1989) Devil's Canyon
(1996)
Greatest Hits est la première compilation du groupe américain de rock sudiste, Molly Hatchet. Elle est parue en novembre 1990 sur le label Epic Records et contient deux titres inédits. 

## L'album
Tous les titres sont chantés par Danny Joe Brown, les titres issus des albums Beatin' the Odds (1980) et Take no Prisonners (1981), chantés à l'origine par Jimmy Farrar, sont représentés ici dans leur version "live" tirée de l'album Double Trouble Live sorti en 1985.
En 2001, sa réédition propose trois titres bonus et un ordre de titres différent. Sans entrer dans les charts du Billboard 200, cet album sera certifié disque d'or aux États-Unis en 1997.

## Liste des titres

### Album original
| No  | Titre                   | Auteur                                                                           | De l’album                   | Durée |
| --- | ----------------------- | -------------------------------------------------------------------------------- | ---------------------------- | ----- |
| 1.  | Shake the House Down    | Danny Joe Brown, Bruce Crump, John Galvin, Bobby Ingram, Duane Roland, Riff West | Titre inédit, 1990           | 4:13  |
| 2.  | Ragtop                  | Brown, Crump, Galvin, Ingram, Roland, West                                       | Titre inédit, 1990           | 3:18  |
| 3.  | Whiskey Man             | Brown, Crump, Dave Hlubek, Steve Holland                                         | Flirtin' With Disaster, 1979 |       |
| 4.  | Bounty Hunter           | Brown, Hlubek, Banner Thomas                                                     | Molly Hatchet, 1978          | 2:57  |
| 5.  | Gator's County          | Hlubek, Holland, Thomas                                                          | Molly Hatchet, 1978          | 6:17  |
| 6.  | Flirtin' With Disaster  | Brown, Hlubek, Thomas                                                            | Flirtin' With Disaster, 1979 | 4:56  |
| 7.  | Bloody Reunion (Live)   | Jimmy Farrar, Hlubek, Roland, Thomas                                             | Double Trouble Live, 1985    | 4:10  |
| 8.  | Boogie No More          | Brown, Crump, Hlubek, Holland, Roland, Thomas                                    | Flirtin' With Disaster, 1979 | 6:05  |
| 9.  | Dreams I'll Never See   | Gregg Allman                                                                     | Molly Hatchet, 1978          | 7:06  |
| 10. | Beatin' the Odds (Live) | Hlubek, Roland, Thomas                                                           | Double Trouble Live, 1985    | 3:37  |
| 11. | Edge of Sundown (Live)  | Brown, David Bush, Kenny McVay                                                   | Double Trouble Live, 1985    | 4:16  |
| 12. | Fall of the Peacemakers | Hlubek                                                                           | No Guts, No Glory, 1983      | 8:03  |

### Réédition 2001 avec trois titres bonus
| No  | Titre                           | Auteur                            | De l’album                   | Durée |
| --- | ------------------------------- | --------------------------------- | ---------------------------- | ----- |
| 1.  | Whiskey Man                     |                                   |                              | 3:40  |
| 2.  | Bounty Hunter                   |                                   |                              | 3:00  |
| 3.  | Gators County                   |                                   |                              | 6:18  |
| 4.  | Flirtin Disaster                |                                   |                              | 4:56  |
| 5.  | Bloody Reunion (Live)           |                                   |                              | 4:08  |
| 6.  | Boogie No More                  |                                   |                              | 6:08  |
| 7.  | Dreams I'll Never See           |                                   |                              | 7:28  |
| 8.  | Beatin the Odds (Live)          |                                   |                              | 3:38  |
| 9.  | Edge of Sundown (Live)          |                                   |                              | 4:31  |
| 10. | Fall of the Peacemakers         |                                   |                              | 8:07  |
| 11. | It's All Over Now (Titre bonus) | Bobby Womack, Shirley Jean Womack | Flirtin' With Disaster, 1979 | 3:42  |
| 12. | The Creeper (Titre Bonus)       | Brown, Crump, Holland             | Molly Hatchet, 1978          | 3:19  |
| 13. | Satisfied Man (Titre bonus)     | Thomas DeLuca, Tom Jans           | The Deed Is Done, 1984       | 4:59  |
| 14. | Ragtop Deluxe                   |                                   |                              | 3:19  |
| 15. | Shake the House Down            |                                   |                              | 4:14  |

## Musiciens
- Danny Joe Brown: chant (tous les titres)
- Bruce Crump: batterie, percussions (tous les titres excepté Fall of the Peacemakers)
- John Galvin: claviers (titres 1, 2, 7, 10 & 11) (titre bonus 13)
- Dave Hlubek: guitares (titres 3, 4, 5, 6, 7, 8, 9, 10, 11 & 12) (titre bonus 11, 12, 13)
- Steve Holland: guitares (titres 3, 4, 5, 6, 8, 9 & 12) (titre bonus 11, 12)
- Bobby Ingram: guitare (titres 1 & 2) (titre bonus 13)
- Duane Roland: guitares (tous les titres) (titre bonus 11, 12, 13)
- Banner Thomas: basse (titres 3, 4, 5, 6, 8 & 9) (titre bonus 11, 12)
- Riff West: basse (titres 1, 2, 7, 10, 11 & 12) (titre bonus 13)
- Barry "B.B." Borden: batterie, percussions (titre 12)

## Certification
| Pays       | Certification | Ventes    | Date            |
| ---------- | ------------- | --------- | --------------- |
| États-Unis | Or            | 500 000 + | 10 janvier 1997 |